# Euroseries 3000 2008
Euroseries 3000 2008 var ett race som vanns av Nicolas Prost, som höll undan för Fabio Onidi och Adam Khan, trots en dålig säsongsavslutning på Magione-banan.

## Delsegrare
| Bana       | Vinnare          | Vinnare           |
| ---------- | ---------------- | ----------------- |
| Vallelunga | Fabio Onidi      | Roldán Rodríguez  |
| Spa        | Pastor Maldonado | Inget race        |
| Valencia   | Roldán Rodríguez | Fabio Onidi       |
| Mugello    | Adam Khan        | Fabrizio Crestani |
| Misano     | Luiz Razia       | Adam Khan         |
| Jerez      | Nicolas Prost    | David Garza       |
| Barcelona  | Adam Khan        | Luiz Razia        |
| Magione    | Fabio Onidi      | Fabrizio Crestani |

## Slutställning
| Plats | Förare            | Poäng |
| ----- | ----------------- | ----- |
| 1     | Nicolas Prost     | 60    |
| 2     | Fabio Onidi       | 58    |
| 3     | Adam Khan         | 55    |
| 4     | Luiz Razia        | 52    |
| 5     | Fabrizio Crestani | 49    |
| 6     | Ómar Leal         | 38    |